# タカガワ
株式会社タカガワは、徳島県徳島市に本社を置く企業。
学校、学習塾経営を基盤とした教育事業、介護・医療関連事業、ゴルフ場・ホテル・エステティック・カフェなど、レジャー・美容・飲食業に関連した事業も展開している。

## 概要
創業者である高川晶（現会長）が学習塾を開業したのがグループの始まりである。その後、学習塾事業は高川予備校・高川ハイスクールとして拡大し、成功を収めた。
創業以来長らく学習塾のみの専業で事業を行っていたが、2002年に医療分野に初めて進出して以降、経営の多角化を進めた。
現在では医療事業以外にも介護ビジネスやゴルフ場運営、ホテル事業などにも進出している。また、厳密には事業と言い難いが、学習塾経営のノウハウを活かして学校運営（山口高川学園）も手掛けている。
その急激な事業拡大は、積極的な合併・買収（M&A）戦略によって支えられているが、その戦略の特徴として、主に民事再生法を申請し経営破綻した企業・法人を買収や再建スポンサーに就くという形で傘下に収めていることが挙げられる。
この戦略については、民事再生法申請企業は経営こそ破綻したものの、再建にあたっては債権者から大幅な債務免除を引き出せることや、既に事業に必要な資産をある程度有しており、初期投資額が少なくて済む点で有利であるとされる。特にゴルフ場部門については全国各地で買収を行っており、元々の主要な事業展開地域であった四国以外に山口県・岡山県・兵庫県・北海道にも傘下ゴルフ場を有している。
また、運営ノウハウについても、経営難に苦しむゴルフ場も多い中にあって入場者数増加や収益力向上を果たしており、一定の成果を挙げている。
2006年には北海道小樽市の小樽短期大学・小樽昭和高等学校の経営権を一度は取得し再生手続きを開始したものの最終的に運営を断念したことがある。
2009年には多角化した各事業部門の統括や資金管理・調達を容易にする名目で、持株会社「タカガワホールディングス」を設立し、同社を中核とする持株会社体制に移行した。

## 主な事業部門

### 学習塾事業
学習塾事業は、タカガワグループの礎となった事業である。

### 医療事業
医療事業は、タカガワグループの多角化の原点となった事業である。元来、タカガワは学習塾専業の企業であり、医療事業進出にあたって最も必要になる病院等の資産・設備は持ち合わせていなかった。
しかし2002年、徳島市内でリハビリテーション科を主要診療科目として開業していた「徳島リハビリテーション病院」が不祥事（診療報酬不正受給）により閉鎖に追い込まれると、同病院を買収し、新たに「虹の橋クリニック」としてオープンさせた。

## 事業所
ゴルフ事業
- タカガワ東徳島ゴルフ倶楽部

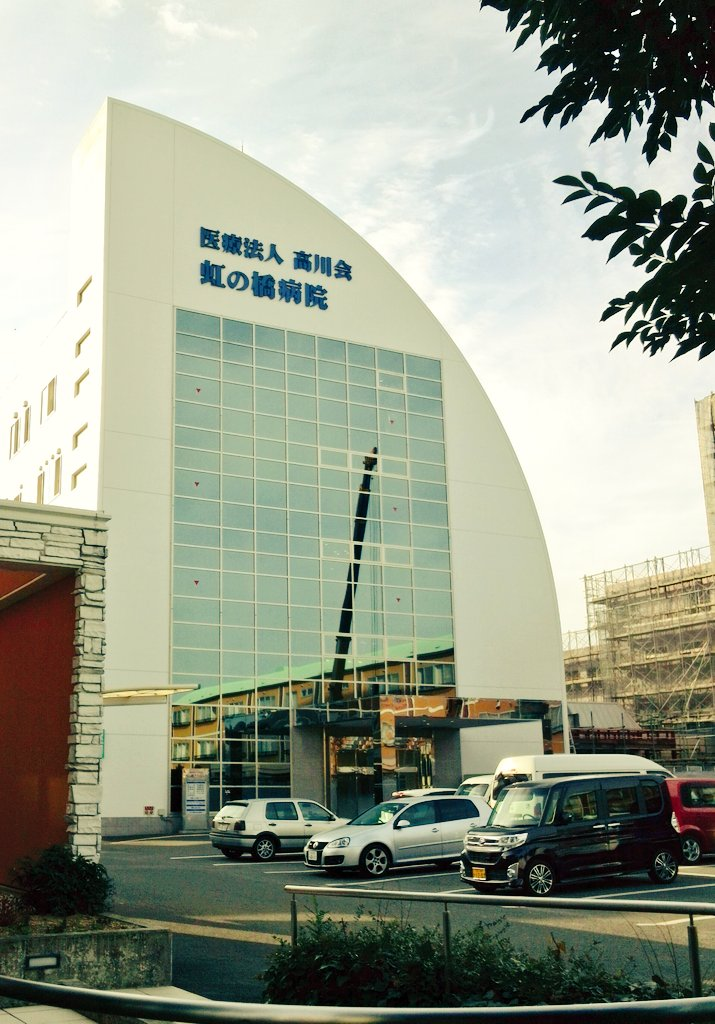
虹の橋クリニック

  - 徳島県名西郡神山町、旧徳島フォレストゴルフ倶楽部
- タカガワ西徳島ゴルフ倶楽部
  - 徳島県阿波市、旧阿波カントリークラブ
- タカガワ新琴南ゴルフ倶楽部
  - 香川県仲多度郡まんのう町
- タカガワ新伊予ゴルフ倶楽部
  - 愛媛県四国中央市
- タカガワ新山口カンツリー倶楽部
  - 山口県防府市
- タカガワ新湯原カントリー倶楽部
  - 岡山県真庭市
- タカガワオーセントゴルフ倶楽部
  - 兵庫県加西市
- 宝塚けやきヒルカントリークラブ
  - 兵庫県宝塚市
- 札幌スコットヒルゴルフ倶楽部
  - 北海道石狩市

ホテル事業
- 湯原温泉森のホテルロシュフォール
  - 岡山県真庭市
- 神戸西神オリエンタルホテル
  - 兵庫県神戸市

医療事業
- 虹の橋病院（医療法人高川会）
- 虹の橋クリニック（医療法人たかがわ）
- 虹の橋葵ホスピタル（医療法人かわせみ）
  - 徳島県徳島市

介護事業
- コートダジュール虹の橋（介護付有料老人ホーム）
  - 徳島県徳島市
- ビバリーヒルズ虹の橋（住宅型有料老人ホーム）
  - 徳島県徳島市

教育事業
- 高川学園高等学校・中学校（学校法人山口高川学園）
  - 山口県防府市
- 高川ハイスクール
  - 山口県防府市

美容事業
- エステティックサロンハルスィート
  - 徳島県徳島市（タカガワメディカルプラザ内）

カフェ事業
- ラ・マルセイユ
  - 徳島県徳島市

## タカガワグループ
- 株式会社タカガワホールディングス
- 株式会社ウェルフェアジャパン
- 株式会社タカガワあいらんど
- 株式会社ライラックフィールド
- 株式会社タカガワアトランティス
- 株式会社タカガワエージェンシー
- 株式会社タカガワアソシエイツ
- 株式会社タカガワプロジェクト
- 株式会社ウインターウッズ
- 株式会社タカガワリゾート
- 株式会社エンタープライズ
- 株式会社タカガワエンタープライズ
- 学校法人山口高川学園
- 医療法人たかがわ